# Radamisto
Personnages
- Radamisto (soprano/alto)
- Zenobia (alto/soprano/mezzo soprano)
- Tiridate (ténor/basse)
- Polissena (soprano)
- Farasmane (basse)
- Tigrane (soprano/alto)
- Fraarte (soprano)

Radamisto (HWV 12a/12b) est un opéra en italien en trois actes de Georg Friedrich Haendel sur un livret de Nicola Francesco Haym, d'après L'amor tirannico, o Zenobia de Domenico Lalli et Zenobia de Matteo Noris. C'est le premier opéra de Haendel représenté à la Royal Academy of Music.

## Historique des représentations
La première de l'opéra eut lieu au King's Theatre de Londres le 27 avril 1720, avec un grand succès, et fut suivie de 10 représentations. Une version révisée avec d'autres chanteurs a été créée le 28 décembre 1720. Une dernière version fut représentée en 1728. Elle fut a également été donnée à Hambourg. La première reprise moderne est une production à Göttingen, le 27 juin 1927.
La première production aux États-Unis, dans une version de concert, a eu lieu le 16 février 1980 à Washington, et la première mise en scène complète a été présentée au Mannes College de New York le 10 janvier 1992. L'opéra est rarement représenté de nos jours. Citons la production du Festival de Göttingen, donnée en 1993 à Zurich, et dirigée par Nicholas McGegan et enregistrée par Harmonia Mundi. L'Opéra McGill à Montréal a présenté la version de 1720 en  mai 2006 et le Santa Fe Opera l'a monté avec le contre-ténor David Daniels dans le cadre de sa saison 2008.

## Argument
Lieu : Arménie
Époque : 53 A.D.

L'opéra comporte de nombreux numéros avec récitatifs. Il est basé sur les Annales de Tacite.
Les heureux mariés Radamisto et Zénobie sont assiégés par Tiridate, roi d'Arménie. Celui-ci tente de capturer Zénobie dont il est amoureux, en dépit de son mariage avec la fidèle Polissena. L' «amour tyrannique» qui consomme Tiridate finalement cède et il retrouve Polissena, tandis que Radamisto et Zénobie se  retrouvent dans les bras l'un de l'autre.

## Distribution
| Rôles                                   | Voix                                     | Création, 27 avril 1720 | Version revue I Première, 28 décembre 1720 | Version revue II Première, 1728 |
| --------------------------------------- | ---------------------------------------- | ----------------------- | ------------------------------------------ | ------------------------------- |
| Radamisto, fils de Farasmane            | soprano / alto castrat                   | Margherita Durastanti   | Senesino                                   | Senesino                        |
| Zenobia, sa femme                       | alto / soprano / mezzo-soprano           | Anastasia Robinson      | Margherita Durastanti                      | Faustina Bordoni                |
| Tiridate, Roi d'Arménie                 | tenor / basse                            | Alexander Gordon        | Giuseppe Maria Boschi                      | Giuseppe Maria Boschi           |
| Polissena, sa femme, fille de Farasmane | soprano                                  | Ann Turner Robinson     | Maddalena Salvai                           | Francesca Cuzzoni               |
| Farasmane, Roi de Thrace                | basse                                    | Lagarde                 | Lagarde                                    | Giovanni Battista Palmerini     |
| Tigrane, Prince du Pont                 | soprano / soprano castrat / alto castrat | Caterina Galerati       | Matteo Berselli                            | Antonio Baldi                   |
| Fraarte, frère de Tiridate              | soprano castrat / soprano                | Benedetto Baldassari    | Caterina Galerati                          | (rôle supprimé)                 |

## Enregistrements
- Il complesso barocco sous la direction d'Alan Curtis avec Carlo Lepore (basse), Joyce DiDonato (mezzo-soprano), Maite Beaumont (mezzo-soprano) : Virgin 7243 5 45673 2 2
- Freiburgere Barocksolisten, sous la direction de Nicholas McGegan (clavecin) avec Ralf Popken (contre-ténor), Nicolas Cavallier (basse), Juliana Gondek (soprano), Lisa Saffer (soprano), Michael Dean (basse), Dana Hanchard (soprano), Monika Frimmer (soprano); Harmonia Mundi (1993).